# Mohammad Hadi Kija Szemszaki
Mohammad Hadi Kija Szemszaki, pers. محمدهادی کیاشمشکی  (ur. w 1955 w Teheranie) – irański narciarz alpejski, olimpijczyk.

## Występy na IO
| Rok  | Igrzyska Olimpijskie | Konkurencja   | Wyniki |
| 1976 | Innsbruck 1976       | zjazd         | 56.    |
| 1976 | Innsbruck 1976       | slalom gigant | DNF    |
| 1976 | Innsbruck 1976       | slalom        | DQ     |